# Some kind of trouble
Some kind of trouble is het derde studioalbum van de Britse zanger James Blunt, en kwam uit op 5 november 2010. Op 13 november 2010 kwam het album op nummer 2 binnen in de Nederlandse Album Top 100 in de Vlaamse Ultratop 100 Albumlijst kwam het album binnen op nummer 25.
Als voorloper op het album werd op 22 oktober 2010 de single Stay the night uitgebracht.

## Hitnoteringen

### NederlandseAlbum Top 100
| Hitnotering: (Week 1 t/m 23) 13-11-2010 t/m 16-04-2011 Hitnotering: (Week 24 t/m 25) 07-05-2011 t/m 14-05-2011 Hitnotering: (Week 26) 03-09-2011 | Hitnotering: (Week 1 t/m 23) 13-11-2010 t/m 16-04-2011 Hitnotering: (Week 24 t/m 25) 07-05-2011 t/m 14-05-2011 Hitnotering: (Week 26) 03-09-2011 | Hitnotering: (Week 1 t/m 23) 13-11-2010 t/m 16-04-2011 Hitnotering: (Week 24 t/m 25) 07-05-2011 t/m 14-05-2011 Hitnotering: (Week 26) 03-09-2011 | Hitnotering: (Week 1 t/m 23) 13-11-2010 t/m 16-04-2011 Hitnotering: (Week 24 t/m 25) 07-05-2011 t/m 14-05-2011 Hitnotering: (Week 26) 03-09-2011 | Hitnotering: (Week 1 t/m 23) 13-11-2010 t/m 16-04-2011 Hitnotering: (Week 24 t/m 25) 07-05-2011 t/m 14-05-2011 Hitnotering: (Week 26) 03-09-2011 | Hitnotering: (Week 1 t/m 23) 13-11-2010 t/m 16-04-2011 Hitnotering: (Week 24 t/m 25) 07-05-2011 t/m 14-05-2011 Hitnotering: (Week 26) 03-09-2011 | Hitnotering: (Week 1 t/m 23) 13-11-2010 t/m 16-04-2011 Hitnotering: (Week 24 t/m 25) 07-05-2011 t/m 14-05-2011 Hitnotering: (Week 26) 03-09-2011 | Hitnotering: (Week 1 t/m 23) 13-11-2010 t/m 16-04-2011 Hitnotering: (Week 24 t/m 25) 07-05-2011 t/m 14-05-2011 Hitnotering: (Week 26) 03-09-2011 | Hitnotering: (Week 1 t/m 23) 13-11-2010 t/m 16-04-2011 Hitnotering: (Week 24 t/m 25) 07-05-2011 t/m 14-05-2011 Hitnotering: (Week 26) 03-09-2011 | Hitnotering: (Week 1 t/m 23) 13-11-2010 t/m 16-04-2011 Hitnotering: (Week 24 t/m 25) 07-05-2011 t/m 14-05-2011 Hitnotering: (Week 26) 03-09-2011 | Hitnotering: (Week 1 t/m 23) 13-11-2010 t/m 16-04-2011 Hitnotering: (Week 24 t/m 25) 07-05-2011 t/m 14-05-2011 Hitnotering: (Week 26) 03-09-2011 | Hitnotering: (Week 1 t/m 23) 13-11-2010 t/m 16-04-2011 Hitnotering: (Week 24 t/m 25) 07-05-2011 t/m 14-05-2011 Hitnotering: (Week 26) 03-09-2011 | Hitnotering: (Week 1 t/m 23) 13-11-2010 t/m 16-04-2011 Hitnotering: (Week 24 t/m 25) 07-05-2011 t/m 14-05-2011 Hitnotering: (Week 26) 03-09-2011 | Hitnotering: (Week 1 t/m 23) 13-11-2010 t/m 16-04-2011 Hitnotering: (Week 24 t/m 25) 07-05-2011 t/m 14-05-2011 Hitnotering: (Week 26) 03-09-2011 | Hitnotering: (Week 1 t/m 23) 13-11-2010 t/m 16-04-2011 Hitnotering: (Week 24 t/m 25) 07-05-2011 t/m 14-05-2011 Hitnotering: (Week 26) 03-09-2011 | Hitnotering: (Week 1 t/m 23) 13-11-2010 t/m 16-04-2011 Hitnotering: (Week 24 t/m 25) 07-05-2011 t/m 14-05-2011 Hitnotering: (Week 26) 03-09-2011 |
| Week: | 1 | 2 | 3 | 4 | 5 | 6 | 7 | 8 | 9 | 10 | 11 | 12 | 13 | 14 | 15 |
| --- | --- | --- | --- | --- | --- | --- | --- | --- | --- | --- | --- | --- | --- | --- | --- |
| Positie: | 2 | 8 | 16 | 22 | 24 | 12 | 12 | 13 | 16 | 17 | 20 | 22 | 29 | 30 | 33 |
| Week: | 16 | 17 | 18 | 19 | 20 | 21 | 22 | 23 | | 24 | 25 | | 26 | | |
| Positie: | 37 | 37 | 26 | 37 | 58 | 70 | 90 | 93 | uit | 91 | 79 | uit | 97 | uit | |

### VlaamseUltratop 100Albums
| Hitnotering: (Week 1 t/m 22) 13-11-2010 t/m 09-04-2011 Hitnotering: (Week 23 t/m 24) 23-07-2011 t/m 30-07-2011 Hitnotering: (Week 25 t/m 28) 20-08-2011 t/m 10-09-2011 | Hitnotering: (Week 1 t/m 22) 13-11-2010 t/m 09-04-2011 Hitnotering: (Week 23 t/m 24) 23-07-2011 t/m 30-07-2011 Hitnotering: (Week 25 t/m 28) 20-08-2011 t/m 10-09-2011 | Hitnotering: (Week 1 t/m 22) 13-11-2010 t/m 09-04-2011 Hitnotering: (Week 23 t/m 24) 23-07-2011 t/m 30-07-2011 Hitnotering: (Week 25 t/m 28) 20-08-2011 t/m 10-09-2011 | Hitnotering: (Week 1 t/m 22) 13-11-2010 t/m 09-04-2011 Hitnotering: (Week 23 t/m 24) 23-07-2011 t/m 30-07-2011 Hitnotering: (Week 25 t/m 28) 20-08-2011 t/m 10-09-2011 | Hitnotering: (Week 1 t/m 22) 13-11-2010 t/m 09-04-2011 Hitnotering: (Week 23 t/m 24) 23-07-2011 t/m 30-07-2011 Hitnotering: (Week 25 t/m 28) 20-08-2011 t/m 10-09-2011 | Hitnotering: (Week 1 t/m 22) 13-11-2010 t/m 09-04-2011 Hitnotering: (Week 23 t/m 24) 23-07-2011 t/m 30-07-2011 Hitnotering: (Week 25 t/m 28) 20-08-2011 t/m 10-09-2011 | Hitnotering: (Week 1 t/m 22) 13-11-2010 t/m 09-04-2011 Hitnotering: (Week 23 t/m 24) 23-07-2011 t/m 30-07-2011 Hitnotering: (Week 25 t/m 28) 20-08-2011 t/m 10-09-2011 | Hitnotering: (Week 1 t/m 22) 13-11-2010 t/m 09-04-2011 Hitnotering: (Week 23 t/m 24) 23-07-2011 t/m 30-07-2011 Hitnotering: (Week 25 t/m 28) 20-08-2011 t/m 10-09-2011 | Hitnotering: (Week 1 t/m 22) 13-11-2010 t/m 09-04-2011 Hitnotering: (Week 23 t/m 24) 23-07-2011 t/m 30-07-2011 Hitnotering: (Week 25 t/m 28) 20-08-2011 t/m 10-09-2011 | Hitnotering: (Week 1 t/m 22) 13-11-2010 t/m 09-04-2011 Hitnotering: (Week 23 t/m 24) 23-07-2011 t/m 30-07-2011 Hitnotering: (Week 25 t/m 28) 20-08-2011 t/m 10-09-2011 | Hitnotering: (Week 1 t/m 22) 13-11-2010 t/m 09-04-2011 Hitnotering: (Week 23 t/m 24) 23-07-2011 t/m 30-07-2011 Hitnotering: (Week 25 t/m 28) 20-08-2011 t/m 10-09-2011 | Hitnotering: (Week 1 t/m 22) 13-11-2010 t/m 09-04-2011 Hitnotering: (Week 23 t/m 24) 23-07-2011 t/m 30-07-2011 Hitnotering: (Week 25 t/m 28) 20-08-2011 t/m 10-09-2011 | Hitnotering: (Week 1 t/m 22) 13-11-2010 t/m 09-04-2011 Hitnotering: (Week 23 t/m 24) 23-07-2011 t/m 30-07-2011 Hitnotering: (Week 25 t/m 28) 20-08-2011 t/m 10-09-2011 | Hitnotering: (Week 1 t/m 22) 13-11-2010 t/m 09-04-2011 Hitnotering: (Week 23 t/m 24) 23-07-2011 t/m 30-07-2011 Hitnotering: (Week 25 t/m 28) 20-08-2011 t/m 10-09-2011 | Hitnotering: (Week 1 t/m 22) 13-11-2010 t/m 09-04-2011 Hitnotering: (Week 23 t/m 24) 23-07-2011 t/m 30-07-2011 Hitnotering: (Week 25 t/m 28) 20-08-2011 t/m 10-09-2011 | Hitnotering: (Week 1 t/m 22) 13-11-2010 t/m 09-04-2011 Hitnotering: (Week 23 t/m 24) 23-07-2011 t/m 30-07-2011 Hitnotering: (Week 25 t/m 28) 20-08-2011 t/m 10-09-2011 | Hitnotering: (Week 1 t/m 22) 13-11-2010 t/m 09-04-2011 Hitnotering: (Week 23 t/m 24) 23-07-2011 t/m 30-07-2011 Hitnotering: (Week 25 t/m 28) 20-08-2011 t/m 10-09-2011 |
| Week: | 1 | 2 | 3 | 4 | 5 | 6 | 7 | 8 | 9 | 10 | 11 | 12 | 13 | 14 | 15 | 16 |
| --- | --- | --- | --- | --- | --- | --- | --- | --- | --- | --- | --- | --- | --- | --- | --- | --- |
| Positie: | 25 | 14 | 22 | 33 | 27 | 34 | 31 | 34 | 42 | 38 | 38 | 45 | 37 | 37 | 51 | 58 |
| Week: | 17 | 18 | 19 | 20 | 21 | 22 | | 23 | 24 | | 25 | 26 | 27 | 28 | | |
| Positie: | 64 | 83 | 53 | 87 | 82 | 89 | uit | 71 | 94 | uit | 86 | 69 | 71 | 74 | uit | |